# یواس‌اس پوتوماک (۱۸۲۲)
یواس‌اس پوتوماک (۱۸۲۲) (به انگلیسی: USS Potomac (1822)) یک کشتی بود که طول آن ۱۷۷٫۸۳ فوت (۵۴٫۲۰ متر) بود. این کشتی در سال ۱۸۲۲ ساخته شد.